# Tecknau
Tecknau es una comuna suiza del cantón de Basilea-Campiña, situada en el distrito de Sissach. Limita al noreste con la comuna de Ormalingen, al este con Wenslingen, al sur con Kilchberg, al oeste con Rünenberg, y al noroeste con Gelterkinden.